# Antoni Elzenberg
Antoni Elzenberg (ur. 11 sierpnia 1852 w Warszawie, zm. 15 kwietnia 1910 tamże) – polski lekarz dermatolog, wenerolog.

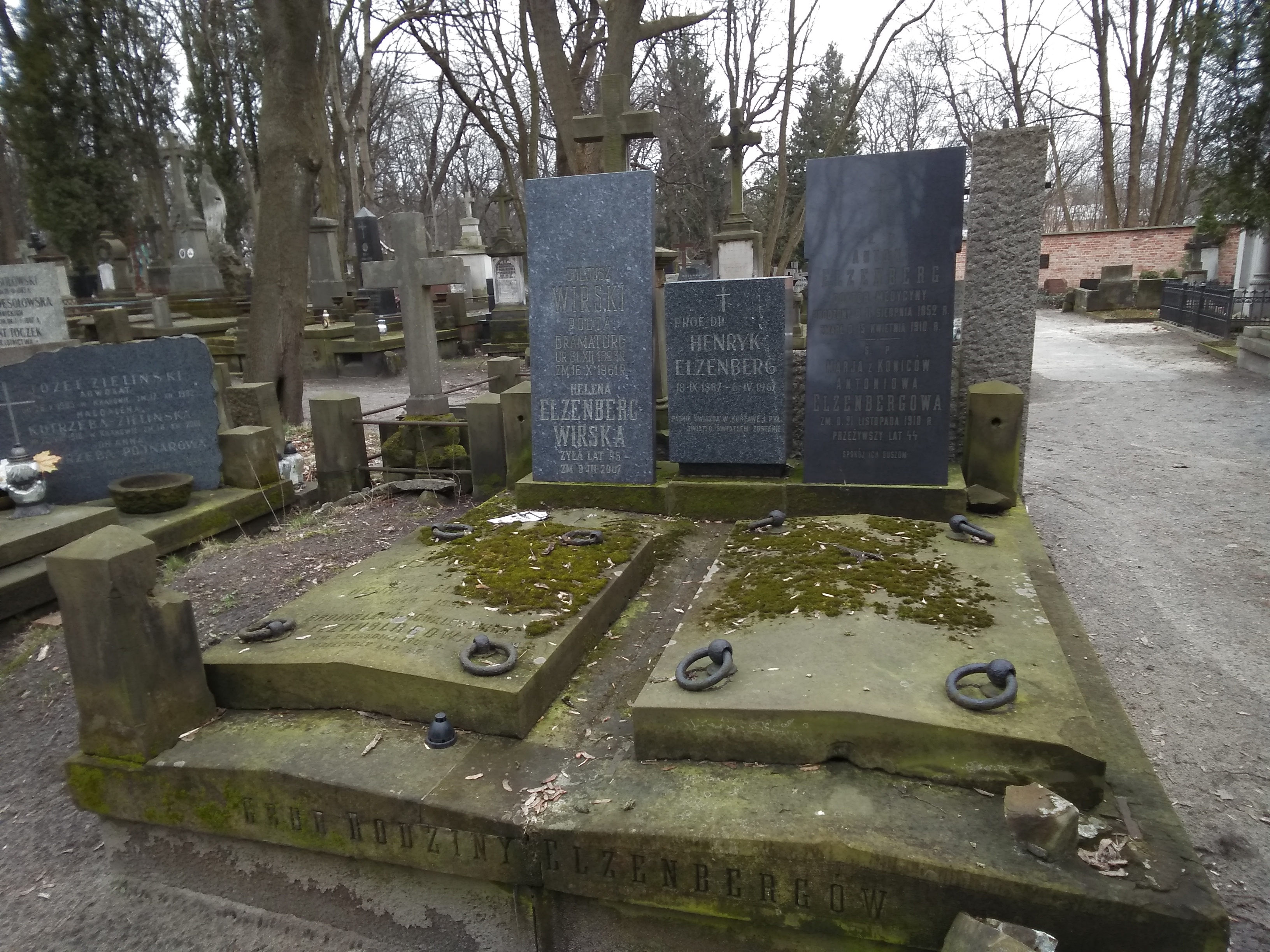
Grób Henryka i Antoniego Elzenbergów na cmentarzu Powązkowskim

## Życiorys
Po ukończeniu w 1871 III gimnazjum rządowego studiował na Wydziale Lekarskim Cesarskiego Uniwersytetu Warszawskiego. Od 1876 był nadetatowym prosektorem w Instytucie Anatomii Patologicznej Uniwersytetu Warszawskiego, pracował tam pod kierunkiem prof. Włodzimierza Brodowskiego. W latach 1877–1878 uczestniczył w wojnie rosyjsko-tureckiej, a następnie powrócił do pracy w Instytucie i kontynuował ją prowadząc prace badawcze do 1880, kiedy to wyjechał do Paryża aby poszerzać swoją wiedzę z dermatologii i syfilidologii. Kontynuował studia w Wiedniu pod kierunkiem Moritza Kaposiego oraz w berlińskim Instytucie Roberta Kocha. W 1884 powrócił do Warszawy i objął kierownictwo nad oddziałem chorób skórnych i wenerycznych w szpitalu starozakonnych, dzięki pomocy finansowej inspektora szpitalnego Aleksandra Waltera w 1886 stworzył pierwszą w Warszawie pracownię anatomopatologiczną. Należał do grona założycieli Gazety Lekarskiej oraz był członkiem korespondentem Towarzystwa Dermatologicznego w Wiedniu. Pochowany został na cmentarzu Powązkowskim w Warszawie (kwatera K-2-30/31).

## Wybrane prace naukowe
- Udział komórek stałych tkanki łącznej w sprawie zapalnej;
- Unaczynienie ciał rakowych;
- Lymphoma malignum (Pseudoleukemia);
- O zmianach w nerkach przy otruciu rtęcią;
- Choroba Brighta pochodzenia syfilitycznego;
- Choroba Raynauda pochodzenia syfilitycznego;
- Przypadek przymiotowego zapalenia ciał jamistych prącia;
- Przypadek gumatów syfilitycznych mięśni krtani;
- Gumat oczodołu;
- Przymiot i gruźlica;
- Leczenie syfilisu;
- Pityriasis rubra universalis;
- Xeroderma pigmentosum;
- Przypadek pryszczycy powikłanej zakażeniem septycznem;
- Przyczynek do bakteryologii pryszczycy;
- Leczenie wilka metodą Kocha;
- Leczenie wilka parachlorfenolem.